# Nolasodes atrisignata
Nolasodes atrisignata là một loài bướm đêm trong họ Noctuidae.